# Parafia Miłosierdzia Bożego w Kwidzynie
Parafia Miłosierdzia Bożego – rzymskokatolicka parafia znajdująca się przy ulicy Słowackiego 6 w Kwidzynie. Parafia należy do dekanatu Kwidzyn-Zatorze w diecezji elbląskiej.

## Historia parafii
Parafia została erygowana 10 września 1981 roku przez biskupa warmińskiego po wydaniu zgody na budowę świątyni przez ówczesne władze. Pierwszym proboszczem nowo powstałej parafii został ks. Stefan Nowak. W roku 1982 jego następcą został ks. Wojciech Kruk. Początkowo wybudowano tymczasowy drewniany barak służący do odprawiania nabożeństw oraz katechizacji. 6 kwietnia 1986 roku w ramach odpustu Miłosierdzia Bożego wmurowany został kamień węgielny i akt erekcyjny budowy kościoła przez biskupa administratora apostolskiego Diecezji Warmińskiej ks. dra Edmunda Piszcza. W trudnych warunkach terenowych ks. Kruk z sukcesem wybudował kościół dolny mieszczący się w podziemiach budynku. Rozpoczął budowę domu parafialnego oraz plebanii. W roku 1993 nowym proboszczem został ks. Lech Wasilewski, a dwa lata później – ks. Robert Dzikowski. Ze względów technicznych oraz materialnych przeprojektowano wizję górnej kondygnacji kościoła. Nowy budynek cechuje się prostotą wyglądu oraz wykonania. Kapłan rozpoczął budowę kościoła górnego według nowego projektu. W roku 1998 nabożeństwa były już odprawiane w nowo wybudowanej świątyni, a co za tym idzie – na stałe zamknięto kościół dolny. W roku 2010 stanowisko proboszcza objął ks. kan. Janusz Kilian. Pogarszający się stan techniczny świątyni – zarówno kondygnacji górnej, jak i nieużytkowanej, niszczejącej dolnej – zmusił administratora parafii do podjęcia próby modernizacji budynku i przeprowadzenia wielu ważnych remontów.
Parafia posiada relikwie świętej Faustyny Kowalskiej.

## Proboszczowie
- ks. Stefan Nowak (1981–1982)
- ks. Wojciech Kruk (1982–1993)
- ks. Lech Wasilewski (1993–1995)
- ks. Robert Dzikowski (1995–2010)[3]
- ks. kan. Janusz Kilian (2010–)[5], dziekan dekanatu Kwidzyn – Zatorze[6]